# Araniella
Araniella este un gen de păianjeni araneomorfi din familia Araneidae. 

Numele provine de la cuvântul grecesc ἀρὰχνη (arachne) - păianjen și sufixul latin ella - având valoare diminutiv, probabil din cauza dimensiunilor mici.

Ei sunt țesători mici de pânze rotunde. Cele mai mari specii au aproximativ 10 milimetri. Toate speciile, cu excepția Araniella displicata, sunt de culoare verde, oferindu-i un camfluj excelent printre plante. Pânzele sunt construite între frunzele și ramurile arbuștilor și copacilor. De la plasă pleacă fire de semnalizare spre ascunzătoare păianjenilor. 

## Specii
Genul include 12 specii, dintre care 7 se găsesc în Europa:

- Araniella alpica (L. Koch, 1869) — din Europa până în Azerbaijan
- Araniella coreana Namkung, 2002 — Coreea
- Araniella cucurbitina (Clerck, 1757) — Palearctic
- Araniella displicata (Hentz, 1847) — Holarctic
- Araniella inconspicua (Simon, 1874) — Palearctic
- Araniella jilinensis Yin & Zhu, 1994 — China
- Araniella maderiana (Kulczyn'ski, 1905) — insulele Canare, Madeira
- Araniella opisthographa (Kulczyn'ski, 1905) — din Europe până în Asia Centrală
- Araniella proxima (Kulczyn'ski, 1885) — Holarctic
- Araniella silesiaca (Fickert, 1876) — Europa
- Araniella tbilisiensis (Mcheidze, 1997) — Georgia
- Araniella yaginumai Tanikawa, 1995 — Rusia, Coreea, Taiwan, Japonia